# Rome (Wisconsin)
Rome – miasto w Stanach Zjednoczonych, w stanie Wisconsin, w hrabstwie Adams.